# Pesce grasso

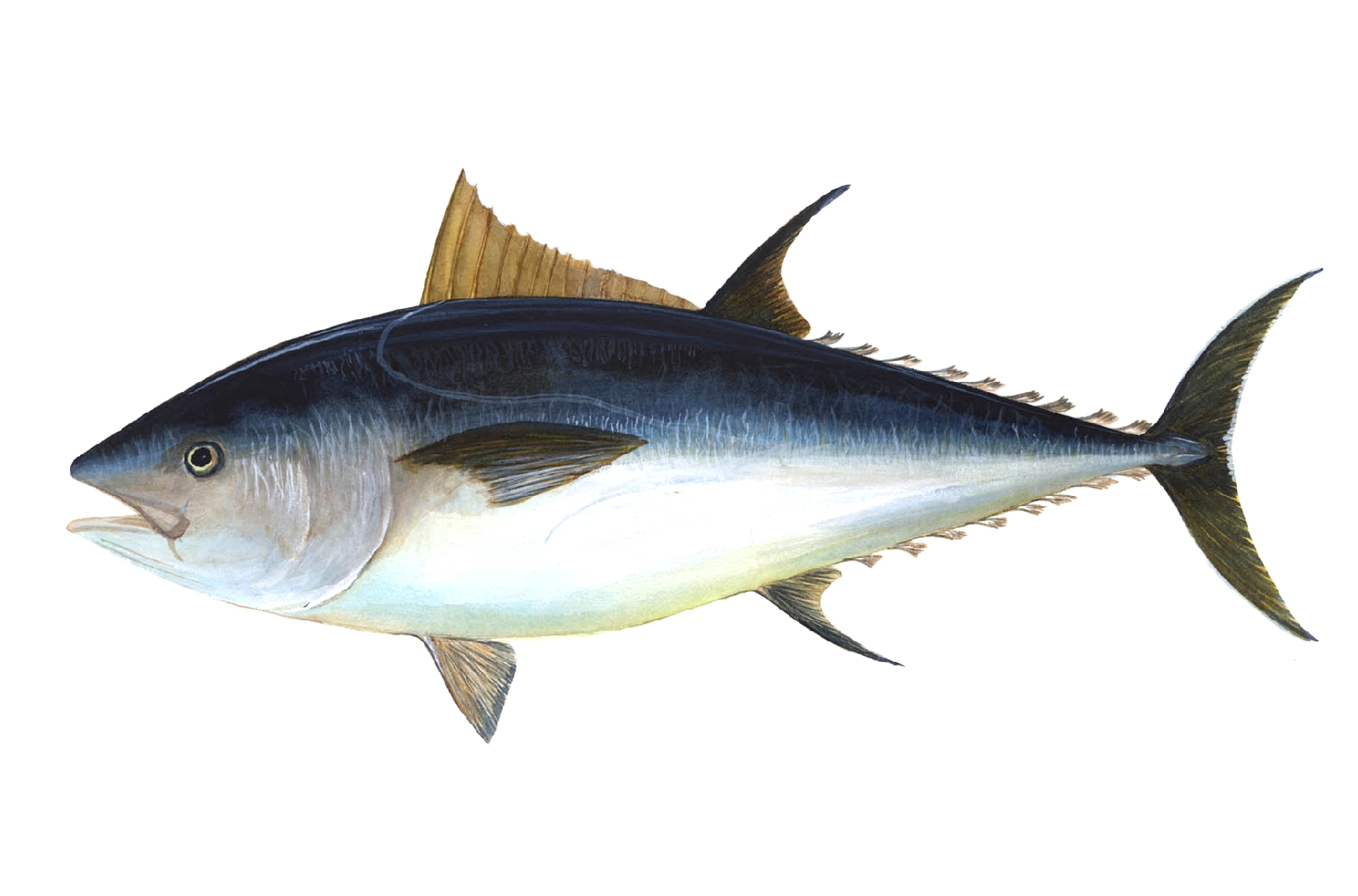
Grandi pesci del dominio pelagico, come questo tonno a pinna blu, sono pesci grassi

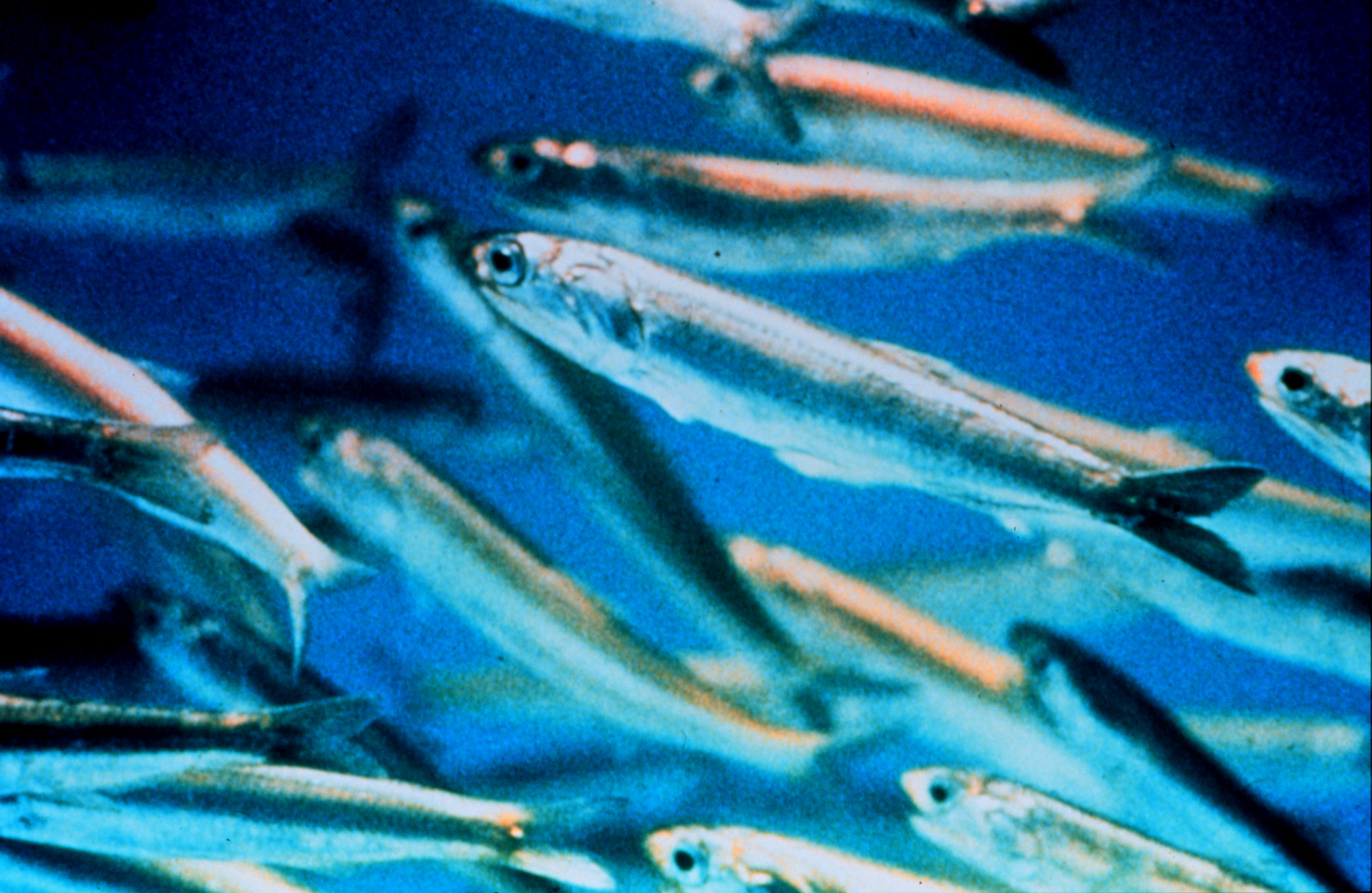
Gran parte del piccolo pesce foraggio, come questo banco di alici, è anch'esso pesce grasso

I pesci grassi, o pesci oleosi, sono pesci nei cui tessuti e cavità del tratto gastrointestinale è concentrata una quantità significativa di lipidi. Il loro filetto può contenere fino al 30% di grasso, anche se la quantità effettiva può variare sia tra specie diverse che tra individui della stessa specie. In questa categoria rientrano sia piccole specie di pesce foraggio, come sardine, aringhe e alici, che grandi predatori come salmoni, trote, tonni, pesce spada, sgombri e palamite.
Da un punto di vista nutrizionale, il pesce grasso viene considerato propriamente tale se contiene più del 9% di lipidi. In questa definizione non rientrerebbero molti dei pesci sopracitati, che invece vengono considerati semigrassi (3-9% di lipidi).

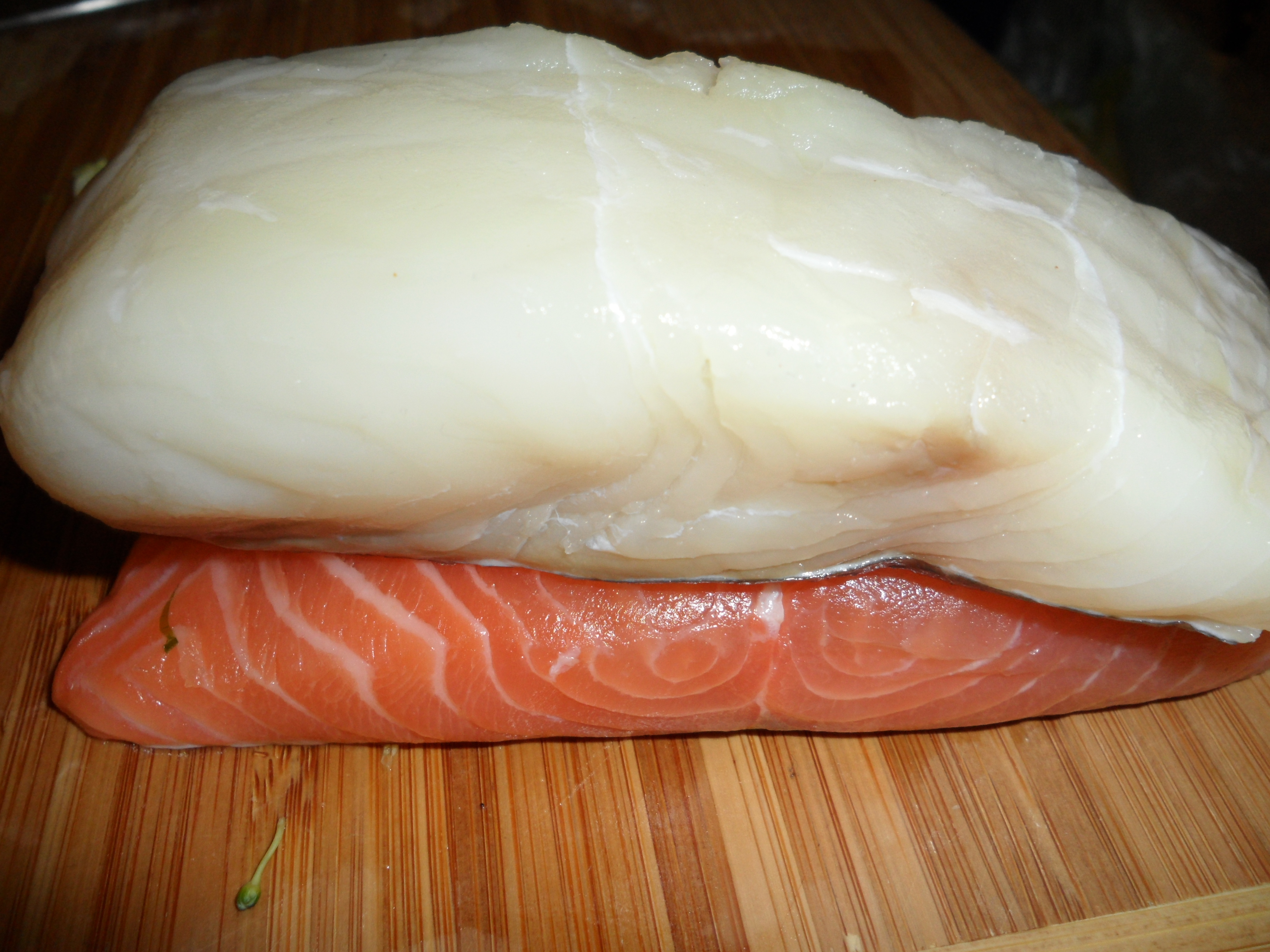
Filetto di un pesce grasso (salmone - sotto) a confronto con uno di pesce bianco (halibut – sopra)

## Effetti sulla salute

### Prevenzione della demenza
Un noto articolo del 1997 pubblicato sulla rivista Annals of Neurology ebbe come caso di studio un gruppo di 5 386 partecipanti anziani della città di Rotterdam. Questo studio trovò una forte correlazione tra il consumo di pesce e il calo del rischio di demenza. Tuttavia, il follow-up durò mediamente 2,1 anni, contro il periodo minimo di 3 anni dopo i quali un caso di demenza può essere escluso con certezza. Inoltre, lo studio non chiarì se fosse o meno proprio la malattia a far sì che i partecipanti con demenza mangiassero meno pesce.
Una ricerca francese pubblicata nel 2002 sul British Medical Journal (BMJ) seguì 1 674 anziani residenti nel sud della Francia per sette anni, esaminando il loro consumo di carne (ricca di grassi saturi) contro quello di prodotti ittici (ricchi di grassi polinsaturi) e cercando eventuali correlazioni con sintomi della demenza. Fra le conclusioni dell'articolo, risultò che le persone che avevano mangiato pesce almeno una volta a settimana ebbero un rischio significativamente minore di contrarre demenza nel suddetto periodo di sette anni. Questo studio rafforzò la tesi del precedente, fornendo prove più forti di un effetto protettivo. Un possibile fattore confondente in quest'ultima ricerca è il fatto che alle persone con un più alto livello di istruzione risultò essere associato sia un rischio inferiore di demenza che un più alto consumo di pesce.

### Altre qualità nutrizionali
La carne dei pesci oleosi — in particolare la sottocategoria dei pesci azzurri grassi — è generalmente ricca di acidi grassi essenziali della serie omega-3 EPA e DHA. Tale contenuto è particolarmente accentutato nei pesci selvatici che vivono in acque fredde e salate.
Per questo motivo, consumarne circa 200-400 g a settimana può avere effetti benefici sul sistema cardiovascolare. Nello specifico, prevenendo l'aritmia cardiaca, può aiutare a ridurre il rischio di infarto miocardico acuto. Essendo, tuttavia, un alimento molto calorico, ne è sconsigliato un consumo elevato alle persone in sovrappeso.
Questa carne è inoltre ricca di vitamina A, D ed E, assieme ad alcune vitamine del gruppo B (soprattutto B1, B2 e B12), a differenza del pesce magro, dove la vitamina D è contenuta principalmente nel fegato.